# Potenziale redox del terreno
Il potenziale redox del terreno o potenziale di ossidoriduzione è il potenziale di riduzione del terreno considerato come sistema chimico-fisico complesso in cui si svolgono molteplici reazioni di ossidoriduzione. Questo parametro, strettamente correlato alla disponibilità di ossigeno e, quindi, al grado di aerazione del suolo, è un indicatore dell'indirizzo che assumono alcuni processi chimici o biochimici di trasformazione, che si riflettono incondizionatamente sullo stato di fertilità del terreno.

## Fondamenti di chimica
In chimica, ad ogni reazione di ossido-riduzione è associato un parametro, il potenziale standard di riduzione (E0), che ne misura, in condizioni ambientali standard, il potenziale all'elettrodo riferito all'elettrodo standard a idrogeno. Questo parametro può assumere valori positivi o negativi ed è un indicatore della spontaneità della reazione di ossido-riduzione: ogni specie chimica si trova in uno specifico stato di ossidazione; in presenza di un agente ossidante (o riducente) può ossidarsi (o ridursi) in virtù della differenza di potenziale standard di riduzione. 
Le specie con i più alti valori del potenziale di riduzione (E0 positivo) si comportano come agenti ossidanti, mentre quelle con i più bassi valori si comportano come agenti riducenti. Il valore del potenziale di una determinata coppia redox (ad esempio, un metallo allo stato elementare e allo stato ionico) offre anche un'indicazione dello stato di ossidazione che un elemento assume in condizioni ordinarie. Ad esempio, la coppia redox con il più alto valore del potenziale standard di riduzione è F2/2F- (E0 = +2,87); ciò significa che il fluoro si trova, in condizioni normali, sempre allo stato di ione negativo. Il fluoro allo stato elementare (F2) è altamente reattivo per la sua instabilità e in presenza di una qualsiasi specie chimica, suscettibile di essere ossidata, si comporta come un forte agente ossidante sottraendo elettroni. Viceversa, la coppia Li/Li+ è quella con il più basso valore del potenziale (E0 = -3,04), perciò il litio si trova, in condizioni ordinarie, allo stato di ione positivo; il litio metallico è dunque un forte riducente e si ossida rapidamente anche in presenza di un blando agente ossidante.

## Effetti sul terreno
| Semireazione                                                                   | E0 (V) |
| ------------------------------------------------------------------------------ | ------ |
| 2H+(aq) + 2e− → H2(g)                                                          | 0,00   |
| C(s) + 4H+ + 4e− → CH4(g)                                                      | +0.13  |
| S(s) + 2H+ + 2e− → H2S(g)                                                      | +0.14  |
| HSO4−(aq) + 3H+ + 2e− → 2H2O(l) + SO2(aq)                                      | +0.16  |
| SO42−(aq) + 4H+ + 2e− → 2H2O(l) + SO2(aq)                                      | +0.17  |
| CO2(g) + 4H+ + 4e− → C(s) + 4H2O                                               | +0.21  |
| Cu2+(aq) + 2e− → Cu(s)                                                         | +0.34  |
| SO2(aq) + 4H+ + 4e− → S(s) + 2H2O                                              | +0.50  |
| Cu+(aq) + e− → Cu(s)                                                           | +0.52  |
| O2(g) + 2H+ + 2e− → H2O2(aq)                                                   | +0.70  |
| Fe3+(aq) + e− → Fe2+(aq)                                                       | +0.77  |
| NO3–(aq) + 2H+ + e− → NO2(g) + H2O                                             | +0.80  |
| MnO2(s) + 4H+ + 2e− → Mn2+(aq) + 2H2O                                          | +1.23  |
| O2(g) + 4H+ + 4e− → 2H2O                                                       | +1.23  |
| Legenda: (aq) disciolto in soluzione (g) gas (l) liquido (s) solido insolubile |        |

Il terreno è un sistema chimico complesso nel quale sono comprese anche le reazioni di ossidoriduzione; in altri termini, in funzione di alcuni fattori ambientali, il terreno si comporta come agente ossidante o riducente nei confronti di alcune specie chimiche. Tale azione si svolge spontaneamente e in un contesto ambientale che prevede la presenza contemporanea dell'acqua e dell'aria, con limiti estremi in corrispondenza della completa sommersione (assenza d'aria) e della completa aerazione (assenza d'acqua). In tali condizioni il potere riducente del terreno si colloca, all'interno della scala del potenziale standard di riduzione, nell'intervallo compreso fra la riduzione dell'ossigeno molecolare  (O2/H2O, E0=1,23 V), in condizioni di assenza d'acqua e massima aerazione, e la riduzione dello ione idrogeno (H+/H2, E0=0 V), in condizioni di assenza di ossigeno e completa sommersione. 
Nella tabella 5 sono riportate le reazioni di riduzione più importanti che possono svolgersi nel terreno nell'ambito di questo intervallo. Alcune delle reazioni riportate non hanno interesse pratico in termini quantitativi. L'ordine in cui si svolgono in relazione al potenziale standard in realtà si discosta da quello teorico e segue schemi dettati dalla complessità del sistema suolo . Il risultato è che sia gli stati ossidati sia quelli ridotti delle specie chimiche indicate in tabella possono essere presenti in modo stabile all'interno del campo di variazione del potenziale fra 0 e +1,23 V. Diverso è invece il contesto per le specie chimiche il cui potenziale standard di riduzione supera tali limiti. 
Ad esempio, la coppia Fe2+/Fe, avendo un potenziale standard di -0,44 V, è esclusa dal suddetto intervallo, mentre la coppia Fe3+/Fe2+, con un potenziale di +0,77 V, rientra in pieno. Ciò implica che il Ferro può trovarsi nel terreno, secondo i casi, sotto forma di ione ferrico (Fe3+) o di ione ferroso (Fe2+), ma mai in forma metallica (Fe). Infatti, anche in condizioni fortemente riducenti, il ferro elementare è instabile perché prima della sua formazione si ha la riduzione dello ione idrogeno a idrogeno elementare (H2). Analogamente, il cloro molecolare (Cl2) non è presente nelle soluzioni acquose e nel terreno per la sua instabilità a causa del potenziale di +1,36 V relativo alla sua riduzione a ione Cl-: anche in condizioni di forte ossidazione, prima della formazione del cloro molecolare si avrà l'ossidazione dell'ossigeno dell'acqua a ossigeno molecolare. 
Il potenziale redox del terreno si rileva per via potenziometrica e pertanto si esprime in Volt, tuttavia nella letteratura si fa ricorso anche ad una scala numerica che usa i gradi rH, derivata dall'applicazione dell'operatore matematico r analogo all'operatore p del pH. Il principio su cui si basa la scala rH è che il potenziale di ossidoriduzione può essere correlato allo sviluppo di idrogeno molecolare (H2), rilevato misurandone la concentrazione in termini di pressione parziale ([H2]). L'indice rH deriva dall'applicazione della formula:
Il grado rH è inoltre legato al pH e al potenziale di ossidoriduzione da una relazione lineare di proporzionalità diretta :
Ne consegue che il grado rH aumenta con il pH e con le condizioni di ossidazione.
La scala dei gradi rH varia da un minimo teorico uguale a 0 ad un massimo reale, rilevato sperimentalmente, uguale a 42. Il valore minimo corrisponde al massimo grado di riduzione con pressione parziale dell'idrogeno sviluppato uguale a quella atmosferica ([H2]=1, rH=0) e pressione parziale dell'ossigeno virtualmente nulla, il secondo corrisponde al massimo grado di ossidazione, che si ha con il valore massimo della pressione parziale dell'ossigeno e pressione parziale dell'idrogeno virtualmente nulla ([H2]=1042, rH=42). All'interno di questa scala c'è un valore di rH in corrispondenza del quale la pressione parziale dell'idrogeno e quella dell'ossigeno si eguagliano. Questo valore, a pH 7 e a 20 °C, è uguale a 27,7 e corrisponde ad un potenziale di ossidoriduzione uguale a circa 0,40 V. Nel terreno i valori effettivi di potenziale misurati sperimentalmente variano da un minimo dell'ordine di -0,22 V a massimi dell'ordine di 0,6 V (rH=6,56-34,28). Di norma i valori dei terreni si collocano in un campo di variabilità compreso fra 0 e 0,6 (rH=14-34,28).
Il limite di 0,40 V (rH 27,7 a pH 7) è il punto di equilibrio fra i processi di riduzione e quelli di ossidazione: sotto questo valore prevalgono le riduzioni (ambiente riducente), al di sopra prevalgono le ossidazioni (ambiente ossidante). Dal valore del potenziale di ossidoriduzione dipendono gli equilibri che si instaurano nella complessa microflora microbica del terreno, con importanti riflessi sullo stato di fertilità chimica, sotto l'aspetto nutrizionale, e sulle stesse condizioni di vivibilità per le piante. 
Le condizioni ottimali si verificano con un rH compreso fra 26 e 30. Tali condizioni sono tipiche dei terreni che hanno un buon tenore in colloidi, sono ben strutturati e non soffrono di ristagni idrici persistenti. I principali riflessi sono i seguenti:
- disponibilità di ossigeno, necessario per lo svolgimento dei processi respiratori sia per le piante sia per i microrganismi aerobi;
- equilibrio sostanziale fra mineralizzazione e umificazione della sostanza organica;
- disponibilità dell'azoto in forma nitrica;
- disponibilità del ferro e dello zolfo nelle forme assimilabili (Fe3+, HSO4- e SO32-);
- assenza di specie chimiche ad azione fitotossica (solfuri e Mn2+).

Valori eccessivamente alti del potenziale di ossidoriduzione (rH>30), per quanto non pregiudicanti nei confronti della vita delle piante, hanno riflessi sulla stabilità dello stato di fertilità del terreno in quanto la forte aerazione sposta l'equilibrio delle trasformazioni della sostanza organica verso la mineralizzazione. Tali condizioni si verificano in terreni poveri di colloidi, con tessitura grossolana o sciolta (eccessivamente ricchi di scheletro o sabbia) e soggetti a periodi più o meno lunghi di carenza idrica. Tali condizioni hanno ripercussioni sul potere assorbente del terreno, sul suo stato strutturale e sulla nutrizione azotata, ma possono essere controllati adeguatamente con una tecnica colturale appropriata.
Valori eccessivamente bassi del potenziale di ossidoriduzione (rH 18-20) si riscontrano in terreni eccessivamente microporosi, mal strutturati e mal drenati, soggetti a lunghi periodi di ristagno idrico anche se temporanei. I principali riflessi sono i seguenti:
- carenza di ossigeno, con rischio di asfissia radicale nelle piante non adattate e prevalenza dei microrganismi anaerobi (denitrificanti, ferroriduttori, solfatoriduttori, metanobatteri, ecc.);
- arresto della mineralizzazione e umificazione stentata, con conseguente accumulo di sostanza organica indecomposta;
- perdita consistente dell'azoto per denitrificazione;
- insolubilizzazione del ferro sotto forma di ferro ferroso;
- riduzione dei solfati con conseguente perdita dello zolfo assimilabile e accumulo di zolfo elementare e solfuri;
- comparsa di sostanze fitotossiche (solfuri, manganese II).

In definitiva l'ambiente riducente è altamente sfavorevole perché non solo si ripercuote sui cicli biogeochimici e sulla nutrizione delle piante, ma crea anche condizioni di invivibilità per assenza di ossigeno e fenomeni di tossicità alle quali possono adattarsi solo le piante idrofite. Condizioni di sommersione permanenti instaurano infine un ambiente riducente tale da favorire i processi di riduzione del carbonio, con accumulo di carbonio elementare (torbificazione), sviluppo di idrogeno e di metano. Tali condizioni si verificano nei terreni sommersi delle paludi.